# دین، همپشر
دین (به انگلیسی: Deane) یک روستا و محله مدنی در بریتانیا است که در Basingstoke and Deane واقع شده‌است. دین ۵٬۳۲۲ نفر جمعیت دارد.